# Regent Seven Seas Cruises
Regent Seven Seas Cruises ( RSSC ) est une compagnie de croisière de luxe, anciennement connue sous le nom de Radisson Seven Seas Cruises, dont le siège est à Miami, en Floride. La société propose des croisières visitant plus de 300 ports dans le monde. Regent Seven Seas est spécialisé dans les navires avec une capacité réduite de passagers.
Depuis septembre 2014, Regent Seven Seas Cruises est une filiale en propriété exclusive appartenant à Norwegian Cruise Line Holdings, qui détient également Norwegian Cruise Line et Oceania Cruises .
Apollo Management, un groupe d'investissement, a acheté Regent Seven Seas Cruises à Carlson Companies pour 1 milliard de dollars en février 2008. Apollo Investments détenait également Oceania Cruises et 15,8% de Norwegian Cruise Line. Carlson a conservé la propriété de la marque principale Regent, ainsi que les activités de Regent Hotels & Resorts à travers le monde.
Après l'achat, Apollo a rendu publique son intention de commander un nouveau navire pour Regent. Le nouveau navire devait avoir des dimensions et des capacités similaires à celles du Seven Seas Voyager et du Seven Seas Mariner, mais avec des cabines plus grandes et des espaces publics plus vastes. Ce devait être le Seven Seas Explorer .
Le 2 septembre 2014, Norwegian Cruise Line Holdings a acheté Prestige Cruise Holdings, la société mère d'Oceania Cruises et de Regent Seven Seas Cruises, pour 3,025 milliards de dollars.

## Flotte actuelle
Les logements, sur ces paquebots de taille moyenne, sont des suites pouvant aller jusqu'à plusieurs centaines de m2.
| Navire               | Année | Chantier naval                                   | Jauge brute | Longueur | Ponts | Suites | Passagers | Équipage | Pavillon | Photo |
| -------------------- | ----- | ------------------------------------------------ | ----------- | -------- | ----- | ------ | --------- | -------- | -------- | ----- |
| Seven Seas Navigator | 1999  | T. Mariotti, Gênes, Italie                       | 28 550 GT   | 173      | 8     | 245    | 490       | 345      | Bahamas  |       |
| Seven Seas Voyager   | 2003  | T. Mariotti, Gênes, Italie                       | 42 363 GT   | 204      | 8     | 350    | 700       | 447      | Bahamas  |       |
| Seven Seas Mariner   | 2001  | Chantiers de l'Atlantique, Saint-Nazaire, France | 48 075 GT   | 216      | 8     | 350    | 700       | 445      | Bahamas  |       |
| Seven Seas Explorer  | 2016  | Fincantieri, Sestri Ponente, Gênes               | 54 000 GT   | 224      | 10    | 375    | 750       | 552      | Bahamas  |       |
| Seven Seas Splendor  | 2020  | Fincantieri, Ancône                              | 55 254 GT   | 224      | 10    | 375    | 750       | 542      | Bahamas  |       |
| Seven Seas Grandeur  | 2023  | Fincantieri, Sestri Ponente, Gênes               | 55 000 GT   | 224      | 10    | 375    | 750       | 542      | Bahamas  |       |

### En construction
Deux navires d'une nouvelle classe, le Seven Seas Prestige en 2026 et un sister-ship en 2029.

## Anciens navires
- Radisson Diamond 1992-2005, depuis 2005 naviguant en tant que bateau de croisière du casino Asia Star
- Chant de fleur 1990-2003, vendu à la Cie des Iles du Ponant
- Minerva
- Paul Gauguin